# Krisztus Közössége
Az Krisztus Közössége teljes nevén Utolsó Napok Szentjeinek Újraalapított Jézus Krisztus Egyháza a mormon vallásalapító, Joseph Smith halála után alakult ki, mint – saját meghatározásuk szerint – az eredeti mormon tanítás egyetlen legitim örököse. Érdekesség, hogy polgári jogi értelemben is így van ez: nem a nagy mormon egyház, hanem a Krisztus Közössége az eredeti mormonizmus örököse, ezért a mormonok korai tulajdona az ennek a felekezetnek a tulajdonában áll.

## Tanok
Jézus Krisztus, az élő Isten fia vezeti ma is az egyházát
Az újjáalapított mormonok hisznek Jézus Krisztusban, hogy ő Isten fia és a Megváltó, aki legyőzte a halált, kiengesztelte az emberiség bűneit és magához hív mindenkit, hogy általa üdvözöljön. Hiszik, hogy Isten megjelent Jézus Krisztussal Joseph Smithnek és elhívták prófétának, hogy megszervezze újból az eredeti egyházat azáltal, hogy visszaállítsa a papsági felhatalmazást és elhívjon tizenkét apostolt.
Papság
A papság Istentől az embernek adott hatalom és felhatalmazás, hogy az Ő nevében cselekedjenek gyermekei üdvözüléséért. Kétféle papság van: az ároni (előkészítő papság) és a melkisédeki (magasabb rendű papság). A papság egy hierarchikus rendszer, csúcsán az elnök és két tanácsosa áll (Első Elnökség).
1984-től kezdődően nőket is elrendelhetnek a papságba.
Szentírás
A Biblia a fő szentírás, azt kiegészíti a Mormon könyve és a Tan és szövetségek.
- Szentségek

Az egyház nyolc szentséget ismer el:
- Keresztelés.
- Úrvacsora.
- Konfirmáció (Szentlélek-ajándék).
- Papi felszentelés.
- Betegek kenete.
- Gyermekek megáldása.
- Házasság.
- Evangélistai áldás.

## Létrejötte

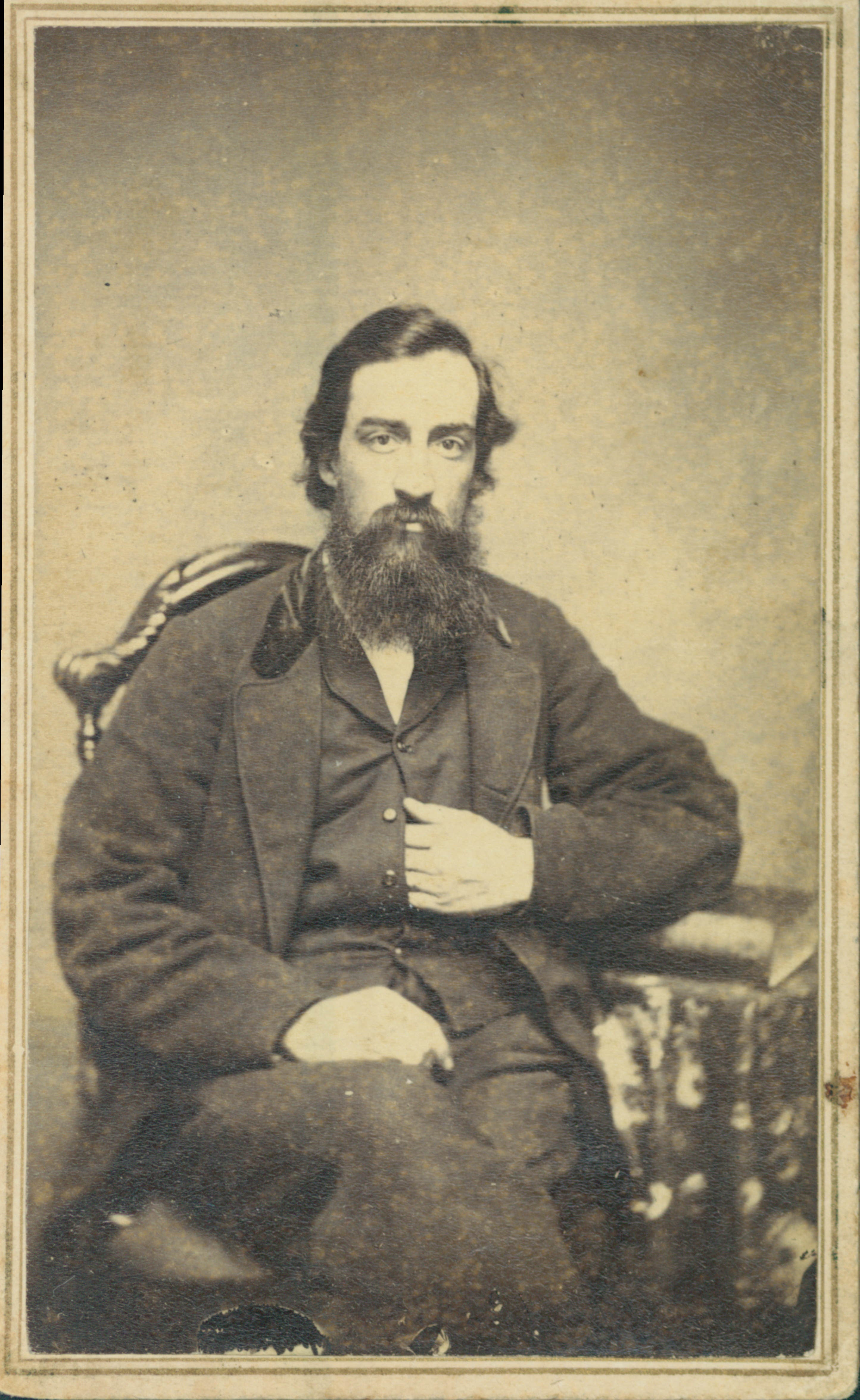
Joseph Smith III

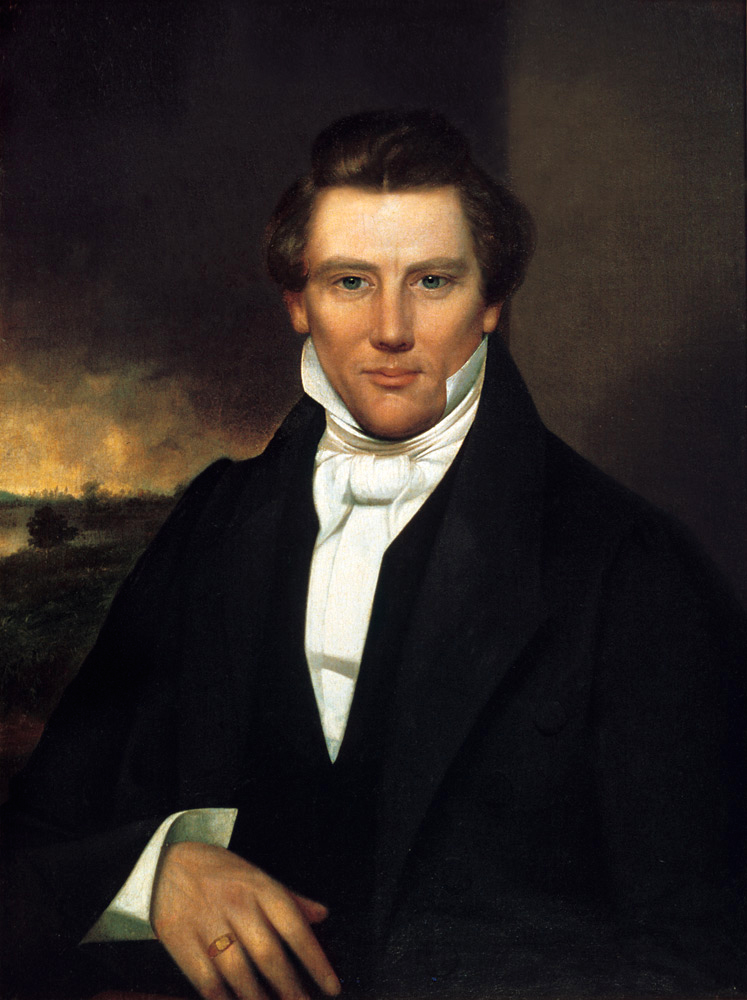
Joseph Smith

Az egyház előtörténete azonos a mormonizmuséval, erről lásd: mormonizmus.
Joseph Smith halála súlyos vezetői válságot okozott az egyházban, mivel nem volt semmilyen szokás arra vonatkozóan, hogy hogyan történik az utódlás, sőt az sem volt világos, hogy az utód úgyszintén próféta-e vagy csupán egyházvezető. A vélemények megoszlottak e kérdésben a hívek között. A gondokat nehezítette, hogy majd minden fontosabb egyházvezető éppen misszión volt Joseph Smith halála idején. Több rivális frakció alakult ki, köztük a legnagyobb a Brigham Young által vezetett.
Több gyülekezet azonban egyik rivális frakcióhoz sem csatlakozott, hanem folytatták megszokott gyülekezeti életüket. Az egyik gyülekezeti vezető Jason W. Briggs 1852-ben felismerte a szétszórt gyülekezetek összefogásának szükségességét. A gyülekezetek 1853-ban általános konferenciát tartottak, melyen elfogadták, hogy egyetlen rivális csoporthoz sem csatlakoznak, ehelyett új kinyilatkoztatásokra várnak a teendőket illetően. A hamis próféciák kiszűrése céljából elfogadták, hogy minden kinyilatkoztatást a gyülekezetek konferenciájának kell megerősítenie, így a gyakorlatban kollektív vezetési elvet fogadva el. Úgyszintén a vezetői ambíciók rivalizációjának megszüntetése érdekében megegyeztek abban, hogy Joseph Smith egyenes ági leszármazottjának kell lennie az új egyházelnöknek. Joseph Smith III – Joseph Smith fia – sokáig ellenállt a gyülekezetek meghívásának, csak 1860-ban fogadta el az egyházelnökséget. Innentől számítható az Utolsó Napok Szentjeinek Újraalapított Jézus Krisztus Egyházának hivatalos megalakulása, mely Missouri államban történt.
Az egyház vezetését egészen az 1990-es évekig Joseph Smith leszármazottjai látták el.
Jelenleg a Krisztus Közössége a második legnagyobb mormon felekezet. A mormon felekezetek közül ez került legközelebb a hagyományos kereszténységhez, annak protestáns ágához, az egyetlen mormon gyökerű felekezet, mely tagja az Egyházak Világtanácsának.
Az egyház 2001-ben nevét Krisztus Közösségére változtatta, ami egy sor radikális változtatás után történt. Az egyház megpróbál egyre jobban hozzáidomulni a hagyományos keresztény-protestáns dogmatikához, egy sor eredeti mormon elképzelést a háttérbe szorítva. Ennek legújabb jele Veazey egyházelnök 2006-os kijelentése arról, hogy az egyház legfőbb szentírása a Biblia, a Mormon könyvében való hit pedig nem kötelező az egyházba újonnan belépők számára.

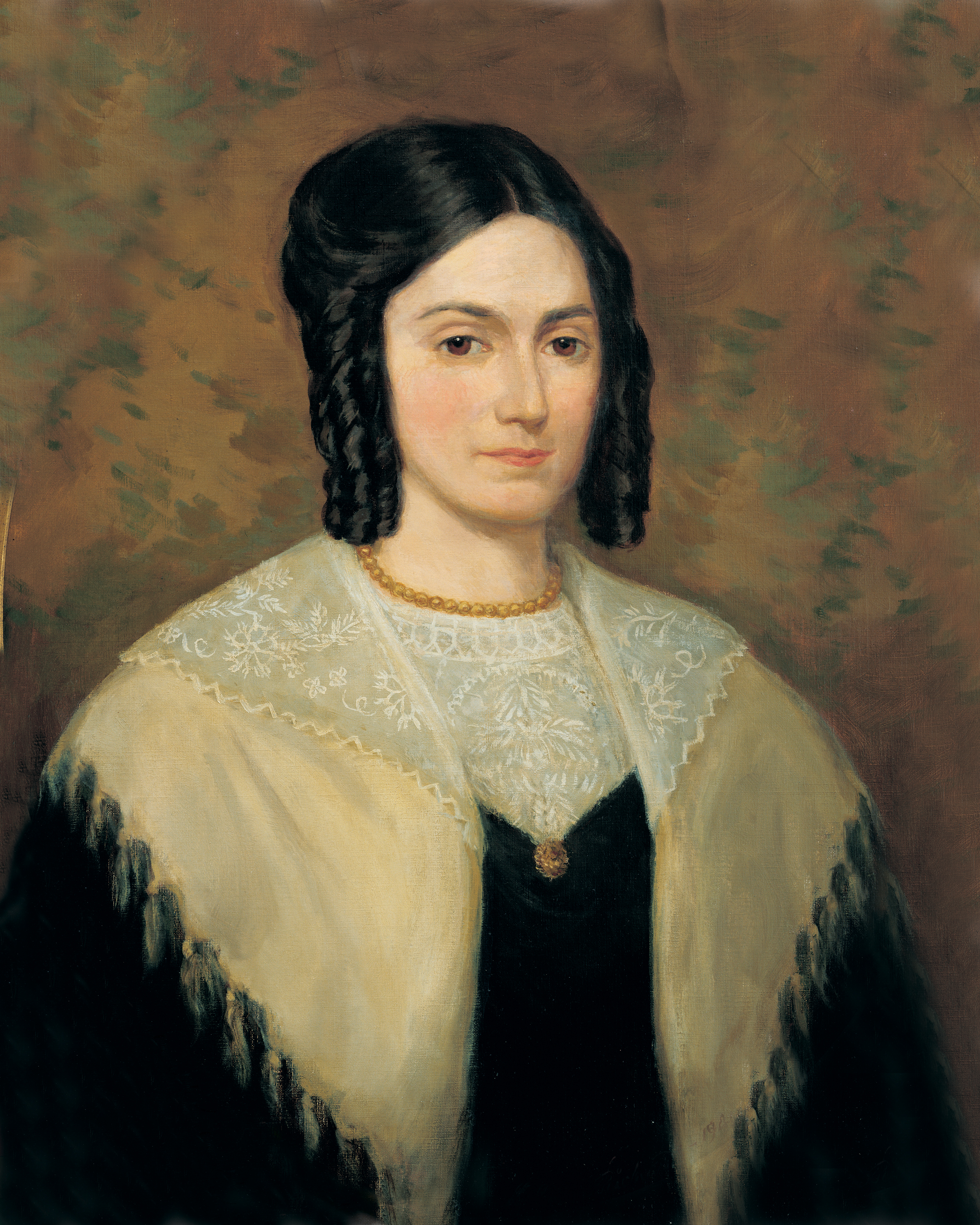
Emma Smith

Az egyház, a nagyobbik mormon egyházhoz hasonlóan, intenzív misszionárius tevékenységet folytat a világ számos országában. Magyarországon egyesületként, egyetlen gyülekezettel működött, de a szervezeti hátterét adó Resztoránus Egyesület ellen 2016-ban törlési eljárás indult, 2017-ben pedig már nem szerepelt az egyesületek nyilvántartásában.

## Az Egyház elnökei
- Joseph Smith 1830-1844
- 1844-1860 között nincs központi vezetőség
- Joseph Smith III (Joseph Smith fia) 1860-1914
- Frederick Madison Smith (Joseph Smith III fia) 1915-1946
- Israel A. Smith (Joseph Smith III fia) 1946-1958
- W. Wallace Smith (Joseph Smith III fia) 1958-1978
- Wallace B. Smith (W. Wallace Smith fia) 1978-1996
- W. Grant McMurray 1996-2004
- Stephen M. Veazey 2004-től

## Szakadások
- A hagyományos protestáns dogmatikához való közeledés és az Egyház ökumenikus tevékenysége miatt sok, a mormon hagyományokhoz ragaszkodó egyháztag kilépett az utóbbi években, akik Visszaállítási Gyülekezetek (Restoration Branches) néven külön felekezetet hoztak létre, taglétszámuk jelenleg kb. 12 ezer fő. E felekezet értelmezése szerint 1957-től kezdődően az Egyházban egy új aposztázia alakult ki.
- 1991-ben alakult egy második, a reformokkal elégedetlen csoport, Utolsó Napok Szentjeinek Jézus Krisztus Visszaállítási Egyháza (Restoration Church of Jesus Christ of Latter Day Saints) néven, tagságuk néhány ezer.
- 2000-ben vált önálló felekezetté Utolsó Napok Szentjeinek Jézus Krisztus Maradék Egyháza (Remnant Church of Jesus Christ of Latter Day Saints) néven az a szakadár csoport, mely elutasította az Egyház új gyakorlatát, mely szerint immár nem szükséges, hogy az egyházelnök Joseph Smith leszármazottja legyen. Vezetőjük Frederick Niels Larsen, Joseph Smith ükunokája.

## Szentírások
Szentírások az újjáalapított mormonok számára:
- A Bibliát fogadják el fő szentírásnak, amennyiben a fordítása helyes, egyaránt használják az angol a King James verziót és Joseph Smith saját bibliafordítását.
- A Mormon könyve, mely a Kr. e. 600-tól Amerikába hajózott zsidók története és amely beszámol Krisztus feltámadása után tett látogatásról Amerikában. A könyv állítása szerint e zsidók leszármazottai a mai indiánok. Eredetileg reformált egyiptomi írással írták, Joseph Smith isteni segítséggel fordította le.
- A Tan és szövetségek, mely Joseph Smith és a későbbi egyházelnökök kinyilatkoztatásait tartalmazza.

A felekezet 1903-ban megvásárolta a Mormon könyve első kiadásának nyomdai kéziratát. Ez a mű teljes szövegének legkorábbi ismert példánya, mivel az alapjául szolgáló, Joseph Smith által diktált eredeti kéziratnak mintegy háromnegyede az évek során megsemmisült. Egy közös kiadási projektet követően a kéziratot 2017. szeptember 18-án Az Utolsó Napok Szentjeinek Jézus Krisztus Egyháza meg is vásárolta a felekezettől 35 millió amerikai dollárért. Névértéken tekintve ez a valaha volt legmagasabb ismert összeg a világon, amelyet bármely kéziratért kifizettek. A Krisztus Közössége továbbra is a szentírásai közé sorolja a Mormon könyvét, a kézirat eladása ezt nem befolyásolja.